# Catar nos Jogos Olímpicos de Verão de 2012
Catar ou Qatar participou dos Jogos Olímpicos de Verão de 2012 que aconteceram na cidade de Londres, no Reino Unido, de 27 de julho até 12 de agosto de 2012. O país conseguiu uma medalha de bronze.

## Medalhas
| Atleta             | Esporte   | Evento                    | Medalha |
| ------------------ | --------- | ------------------------- | ------- |
| Mutaz Essa Barshim | Atletismo | Salto em altura masculino | Bronze  |
| Nasser Al-Attiyah  | Tiro      | Skeet masculino           | Bronze  |

## Desempenho

### Atletismo
Masculino
| Atleta             | Evento          | Preliminar | Preliminar | Quartas-de-final | Quartas-de-final | Semifinal | Semifinal | Final | Final             |
| Atleta             | Evento          | Marca      | Posição    | Marca            | Posição          | Marca     | Posição   | Marca | Posição           |
| ------------------ | --------------- | ---------- | ---------- | ---------------- | ---------------- | --------- | --------- | ----- | ----------------- |
| Mutaz Essa Barshim | Salto em altura | 2,26m q    | 8º         |                  |                  |           |           | 2,29m | Medalha de bronze |

### Natação
Masculino
| Atletas     | Evento       | Eliminatórias | Eliminatórias | Semifinal | Semifinal | Final       | Final       |
| Atletas     | Evento       | Tempo         | Posição       | Tempo     | Posição   | Tempo       | Posição     |
| ----------- | ------------ | ------------- | ------------- | --------- | --------- | ----------- | ----------- |
| Ahmed Atari | 400 m medley | 5min21s30     | 36º           |           |           | Não avançou | Não avançou |

### Tiro
Masculino
| Atleta            | Evento               | Qualificação | Qualificação | Final       | Final       | Posição           |
| Atleta            | Evento               | Placar       | Posição      | Placar      | Total       | Posição           |
| ----------------- | -------------------- | ------------ | ------------ | ----------- | ----------- | ----------------- |
| Nasser Al-Attiyah | Skeet                | 121          | 4º           | 23          | 144 (+6)    | Medalha de bronze |
| Rashid Al-Athba   | Fossa olímpica       | 121          | 10º          | Não avançou | Não avançou | 10º               |
| Rashid Al-Athba   | Fossa olímpica dublê | 136          | 7º           | Não avançou | Não avançou | 7º                |